# El Hormiguero (Burgos)
El Hormiguero es una entidad de población española del municipio de Pampliega, perteneciente a la provincia de Burgos, en la comunidad autónoma de Castilla y León.

## Demografía
En 2023, la entidad singular de población de El Hormiguero tenía empadronados 4 habitantes, todos ellos en el núcleo de población de ese nombre.